# デュッセルドルフ
デュッセルドルフ（独: Düsseldorf）は、ドイツ連邦共和国の都市でノルトライン＝ヴェストファーレン州の州都。人口は約63万人（2022年時点）。

## 概要

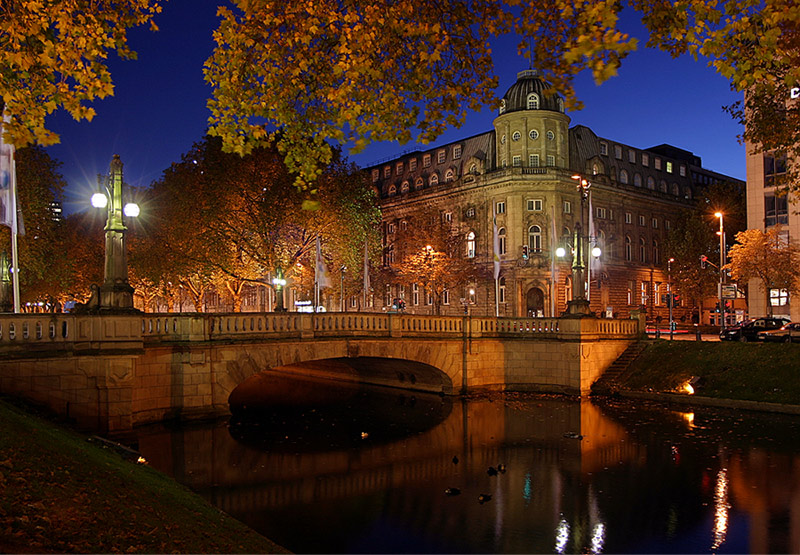
ケーニヒスアレー

ライン川河畔に位置し、ライン・ルール大都市圏地域の中心でルール工業地帯のすぐ南西部にある。金融やファッション、世界的な見本市の中心都市の一つである。
また西ヨーロッパの中でもブルーバナナと呼ばれる、経済的にも人口的にも特に発展した地域内に位置し、市内にはフォーチュン・グローバル500に含まれる5社や、いくつかのDAXに含まれている企業が本社を置いている。
日本企業の進出も盛んで、デュッセルドルフ市内には約5,000人の日本人の駐在員やその家族などが居住し、日本総領事館などのあるインマーマン通りは日本人街の様相を呈している。1971年にはデュッセルドルフ日本人学校も開校し、1990年前後には生徒数1000名近くにまで達した。
2011年に行われたマーサー・ヒューマン・リソース・コンサルティングによる世界で最も居住に適した都市の調査では世界では5位、ドイツ国内では2位につけている。
デュッセルドルフは経済的な中心としてだけではなく、芸術的な分野でも知られた都市で、デュッセルドルフ芸術アカデミーからはヨーゼフ・ボイスやアウグスト・マッケ、ゲルハルト・リヒター、ジグマー・ポルケ、アンドレアス・グルスキーといった画家や写真家などの芸術家を輩出している。電子音楽の先駆者で影響を与えたクラフトワークも、デュッセルドルフを起点としている。デュッセルドルフはカーニバルの開催都市としても知られている。
また、毎年7月にはGrößte Kirmes am Rhein (en) が開催され、450万人以上の人々が市内を訪れる。

## 地理
デュッセルドルフは低ライン流域の中央部に位置し、街の名の由来でもあるライン川の支流であるデュッセル川がデルタ状に市街を流れている。デュッセルドルフより上流の郊外にあるネアンデル谷では、ネアンデルタール人の化石の一部が発見されている。デュッセルドルフ市街はそのほとんどがライン川の東側に位置するが、4区 (Düsseldorf-Stadtbezirk 04) だけは西側に位置している。ライン川の対岸はノイスでエルフト川が合流している。デュッセルドルフの市域は全体が沖積層の上にあり、地層は泥や砂、粘土、砂利などの地質である。デュッセルドルフの最高地点は市域の東端の7区 (Düsseldorf-Stadtbezirk 07) のフッベルラート にあるザントベルクで、海抜は165メートル (541 ft)である。最低地点は5区 (Düsseldorf-Stadtbezirk 05) のヴィットラアーにあるシュヴァルツバッハ (Schwarzbach) がライン川に流れ込む地点で、28メートル (92 ft)である。

## 歴史

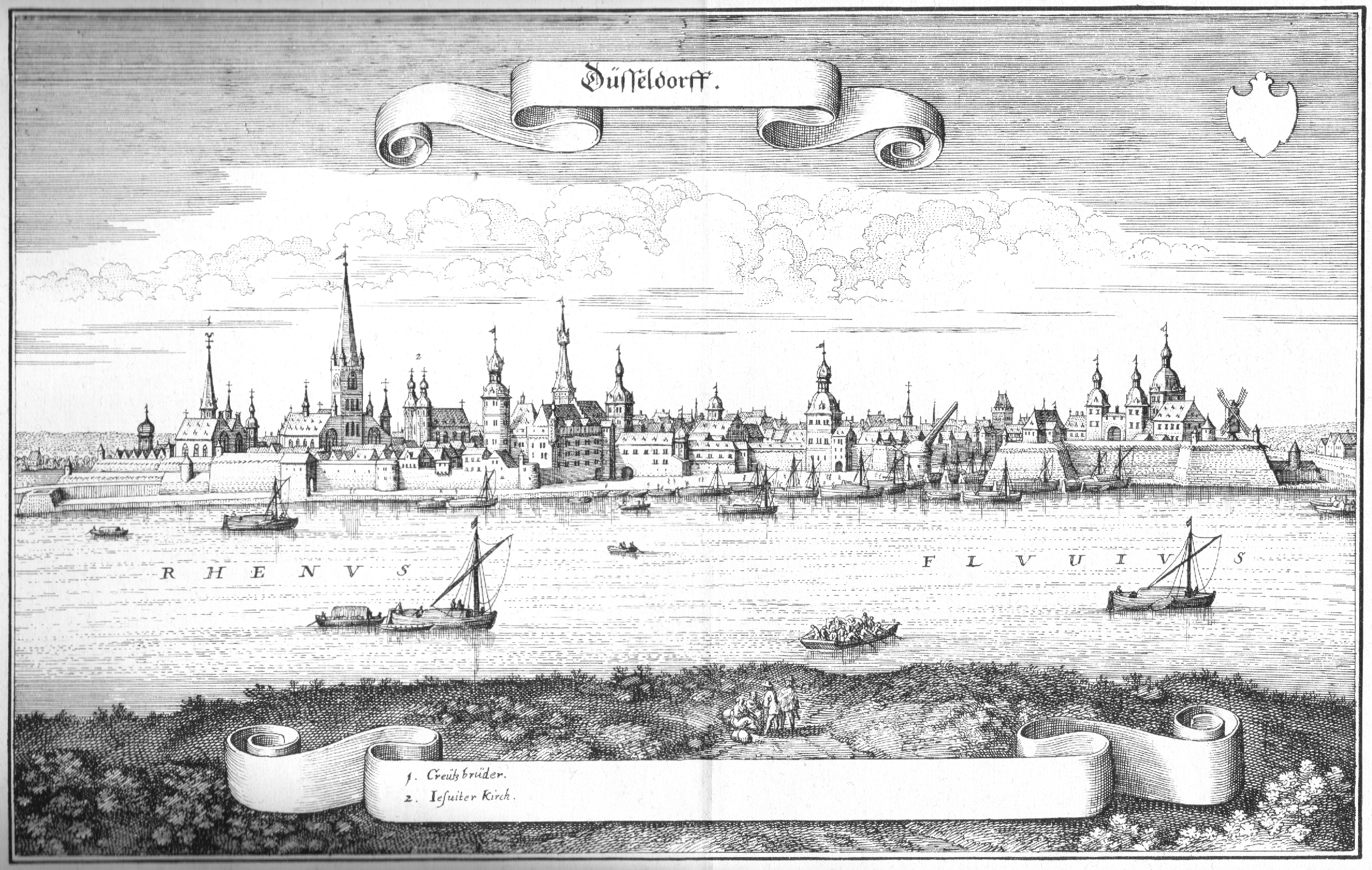
1647年頃のデュッセルドルフ

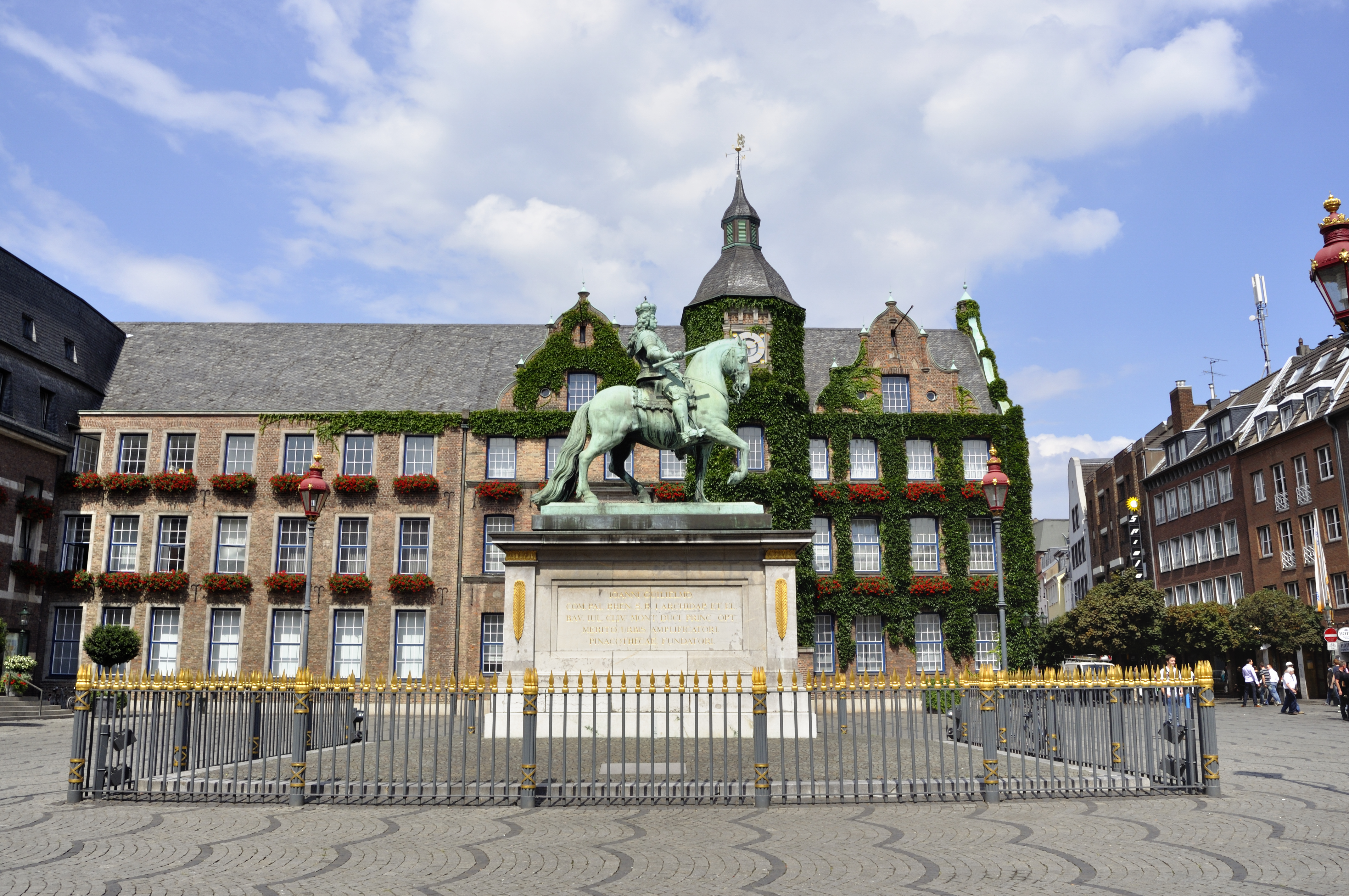
旧市街の歴史的な市庁舎

ローマ帝国がヨーロッパ全土で力を強固にしていたころ、少数のゲルマン人の部族はライン川東岸の沼地の領地を手放そうとしなかった。7世紀や8世紀の農業や漁業の集落の断片が小さな川であるデュッセル川がライン川へと流れ込む地点で見ることが出来る。デュッセルドルフの街が発展するのはそのような集落からであった。
デュッセルドルフの街（当時は地元のムーズ・ライン方言でデュッセルドルプ Dusseldorp）の最初の記録は1135年に遡る。都市名は、「デュッセル川のほとりの村」を意味し、1065年に>Tussale<と記されたその川の名前は、現在のドイツ語で>rauschendes Wasser<（「サラサラと流れる水」）ほどの意味である。神聖ローマ皇帝フリードリヒ1世の下、デュッセルドルフ北部のカイザースヴェルトの小さな町はよく要塞化された駐屯地になり、兵士たちはライン川上の全ての動きを監視していた。1929年にカイザースヴェルトはデュッセルドルフの郊外になっている。1186年にデュッセルドルフはベルク伯領の治世下となる。
1288年8月14日はデュッセルドルフの歴史にとっては最も重要な日の一つで、川に面したデュッセルの村は都市特権を得た。布告に先立って、血なまぐさい権力争いがケルン大司教領とベルク公国の間で起こりヴォリンゲンの戦いでピークに達する。ケルン大司教領の軍勢はケルンやデュッセルドルフの市民や農民の支持を受けたベルク公国の軍勢により退けられ、このことはデュッセルドルフの都市への昇格の道を固め、今日ではブルク広場にあるモニュメントによって記念されている。この戦いの後、商業的なライバルとして都市間の関係は悪化した。しばしば、ケルンとデュッセルドルフの市民の間には対抗心のようなものがあると言われている。今日、この表現は主にユーモアのある特にラインラントのカーニバルやスポーツの中で現れている。市場広場がライン川河畔に現れ、広場は市壁により四方が保護されていた。1380年、ベルク公ヴィルヘルム1世はその中心を移し、デュッセルドルフはベルク公国の首都となった。
その後の数世紀の間に、協同教会のランベルトゥス教会などいくつかの有名なランドマークが建てられた。1609年にユーリヒ＝クレーフェ＝ベルク連合公国の最後の公爵ヨハン・ヴィルヘルムが死去すると継承争いが続き、ユーリヒとベルクはヴィッテルスバッハ家のプファルツ＝ノイブルク公に渡った。デュッセルドルフはその居城となり、1685年にはプファルツ＝ノイブルク公フィリップ・ヴィルヘルムがプファルツ選帝侯位も獲得している。ヨハン・ヴィルヘルム選帝侯（1690年 - 1716年）の下での18世紀のデュッセルドルフの成長は著しいものであった。妃であったアンナ・マリーア・ルイーザ・デ・メディチの強い影響により、絵画や彫刻など莫大なコレクションがシュタットシュロス（Stadtschloss）に収蔵されている。
子供がないままヨハン・ヴィルヘルムが死去すると、デュッセルドルフの繁栄はかげりを見せ始める。カール・テオドールはバイエルン選帝侯を継承し、選帝侯の宮廷はミュンヘンに移った。美術品のコレクションは持ち去られ、その一部は現在ミュンヘンのアルテ・ピナコテークに収蔵されている。もっとも、ゲーテが1774年のライン旅行の最終目的地として選んだのは、デュッセルドルフであった。それは、この街に、文人の集うヤコービ家（Familie Jakobi；フリードリヒ・ハインリヒ・ヤコービとその兄）の館があったからである。当時デュッセルドルフは「ヨーロッパ啓蒙主義の一中心地」（ein Zentrum des europäischen aufgeklärten Geistes）であった。ナポレオン戦争の後、破壊と貧困がデュッセルドルフを襲った。ナポレオンはベルク大公国を設け、デュッセルドルフに首都を置いた。ヨハン・クリスティアン・クラディウス・デヴァランネはゾーリンゲンのナポレオンの徴兵令の抵抗運動のリーダーであったが、1813年にデュッセルドルフで処刑された。ナポレオンが敗北すると、ベルクを含むラインラント全域が1815年にプロイセン王国となった。後にライン州の議会がデュッセルドルフに設立された。
19世紀半ばにデュッセルドルフは産業革命により復興を享受し、都市の人口は1882年に10万人を擁し、1892年には倍になった。
1920年にデュッセルドルフはゼネストの中心となる。1920年4月15日に45人のドイツ炭鉱労働者労働組合の代表がドイツ義勇軍により殺害されている。第二次世界大戦の戦略爆撃の標的となり、特にルールの戦いでは700を超える爆撃機が一晩で使用された。空襲は戦争末期まで続き、石油精製施設への攻撃の一環としてイギリス空軍は、1945年2月20日と21日にデュッセルドルフのライスホルツ地区にあるリナニア・オサックの精油所を攻撃し精製が停止した。連合国はドイツに進軍し、1945年4月半ばにはデュッセルドルフに到達している。アメリカの第97歩兵師団は組織化されたドイツの抵抗勢力がいないまま1945年4月18日に容易に街を攻略した。
1946年、デュッセルドルフは新しく制定された連邦のノルトライン＝ヴェストファーレン州の州都となった。街の再建は猛烈なペースで進み、経済の変化はデュッセルドルフが行政、サービス産業、裕福な通商都市として成長したことを今日見せている。

## 経済

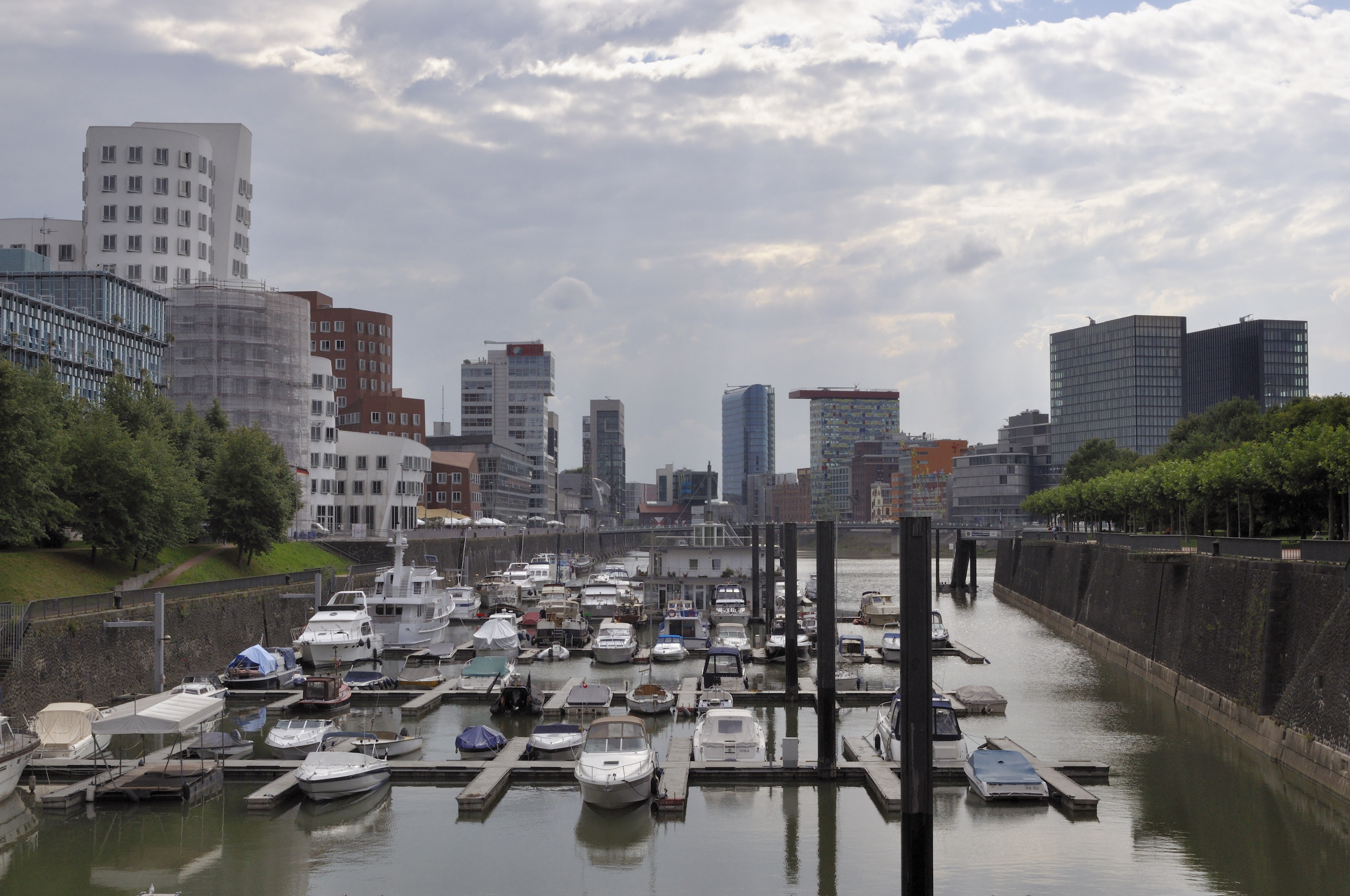
デュッセルドルフ新市街

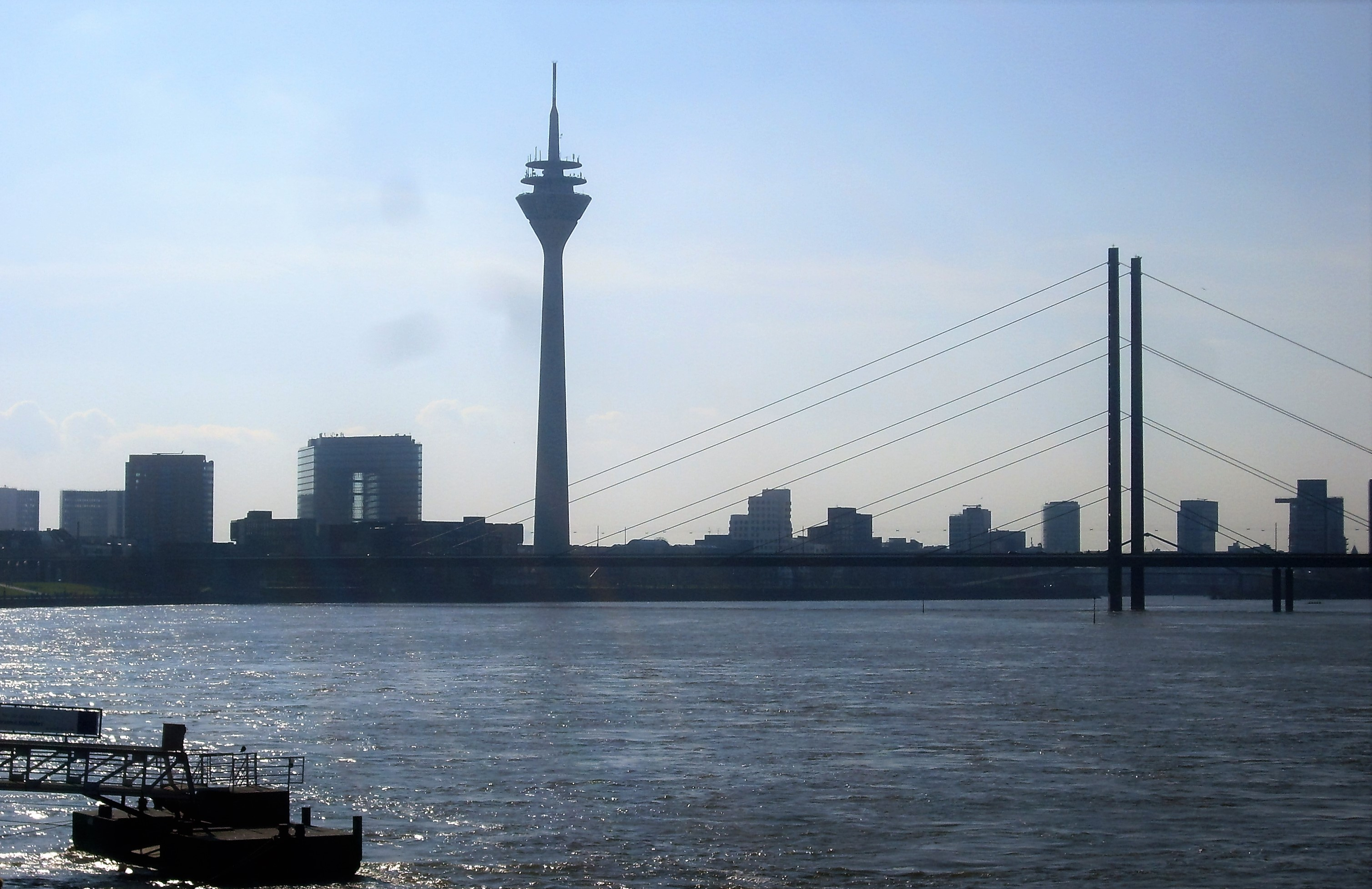
デュッセルドルフのスカイライン

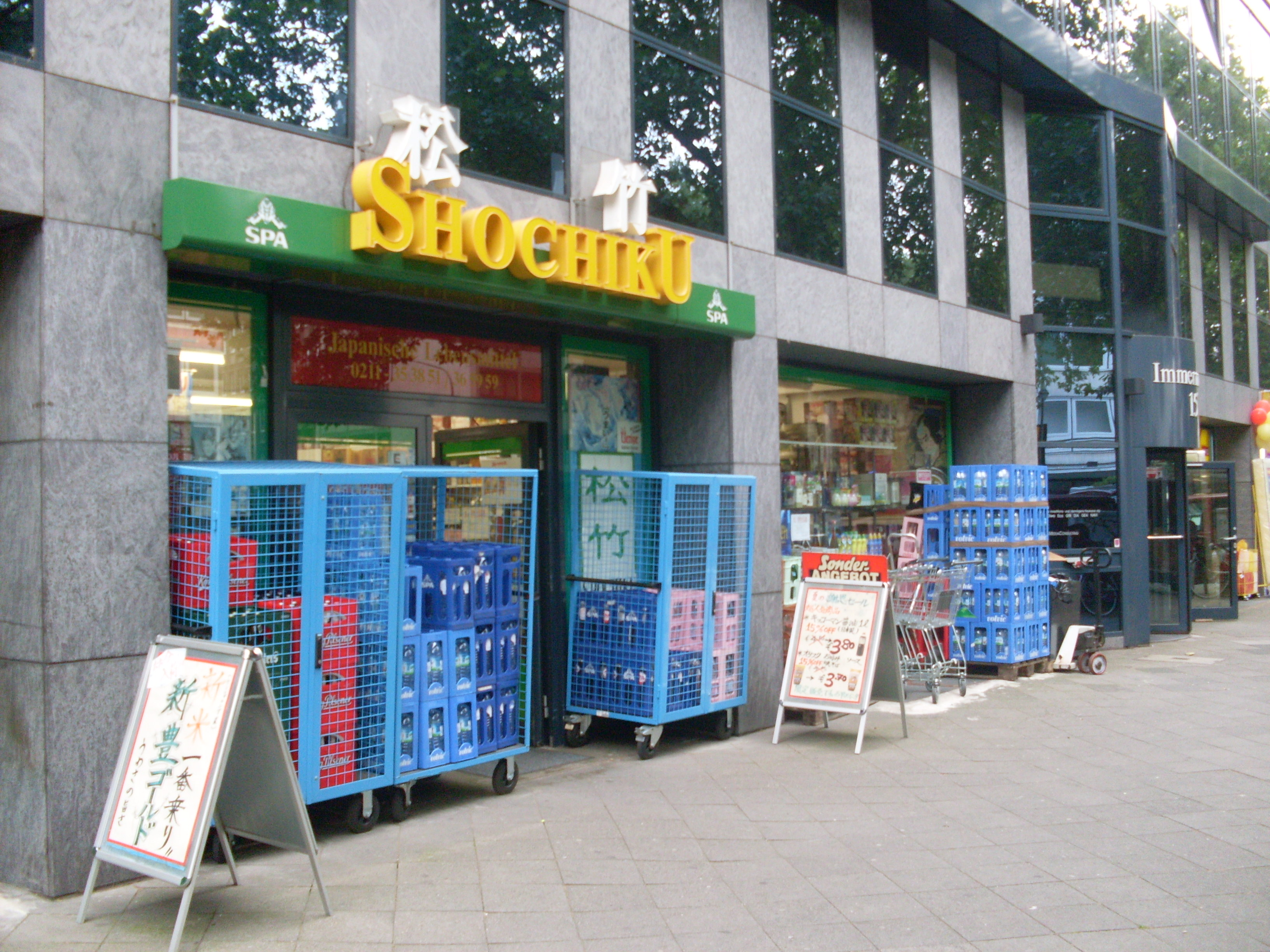
日本語の表記のあるスーパー

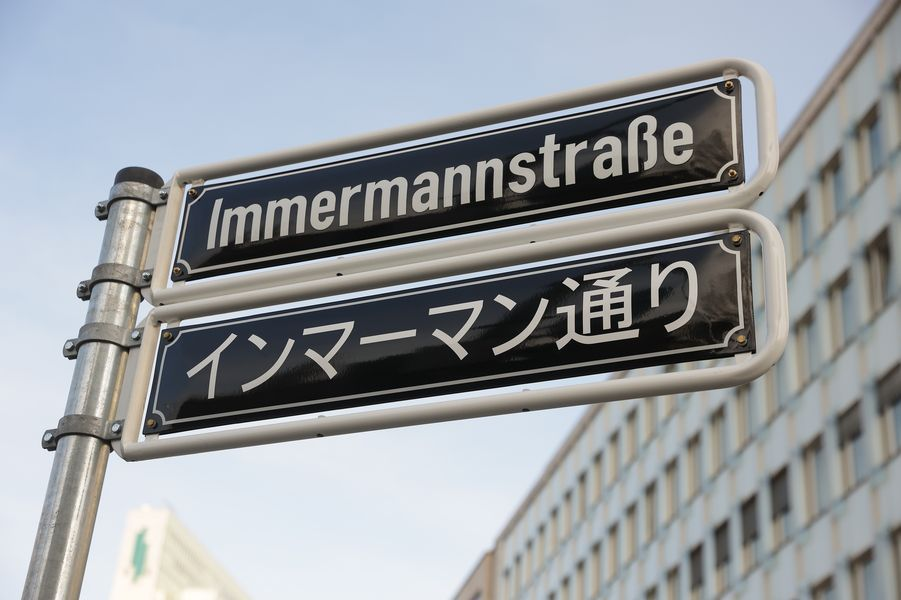
バイリンガルの道路標識 インマーマン通り (Immermannstraße)

デュッセルドルフは経済的に力強く、多様性と世界的な相互依存を強く意図した都市で、ライン・ルール地方中央に位置する機能的な優位性がある都市である。ノルトライン＝ヴェスファーレン州の州都として行政的にも、人口の集積に関しても優位性がある。また、デュッセルドルフにはドイツでは3番目に大きなデュッセルドルフ空港があり、国際的なつながりでもその優位性があり、25の国際的な見本市（メッセ）が行われ、都市の経済にとって重要性がある。デュッセルドルは労働市場においてもノルトライン＝ヴェストファーレン州では有力な都市である。投資には好ましい環境で、比較的多くの企業がデュッセルドルフで起業している。
デュッセルドルフをリードしている部門は、金融以外には広告や特許、通信、企業の管理部門、ファッションなどで、Collections Premieren Düsseldorf は欧州でも先導的なファッションフェアである。デュッセルドルフには600を超える様々な製品や分野のショールームがある。文化創造の分野では4,100社で年間74億ユーロの売り上げがある。デュッセルドルフにはフランクフルトに次いで2番目に大きな銀行や証券部門があり、デュッセルドルフ証券取引所がある。約170の銀行の支店や本社があり、18世紀以来の伝統があるHSBCホールディングスの HSBC Trinkaus はデュッセルドルフに本拠地を置いている。ロレアルドイツやボーダフォンドイツ（Vodafone D2）、メトロ、E.ON、ラインメタル、ヘンケル、ERGO保険グループなど国際的な企業もデュッセルドルフに本拠地を置いている。ダイムラーはメルセデス・ベンツ スプリンターなどをデュッセルドルフで生産している。
1960年代以来、デュッセルドルフと日本の間には強い関係があり「ラインの日本」というニックネームがある。多くの日本の銀行や企業はデュッセルドルフにヨーロッパの支店や拠点機能を置いており、欧州ではロンドンやパリに次いで3番目に大きな日本人コミュティが形成されている。
デュッセルドルフ中央駅近くのインマーマン通りImmermannstraßeは日本人通りとも言われており、商工会議所に届け出をしている日系企業は200社を超える。また、飲食店の他に書店や病院、薬局、不動産屋、旅行会社、クリーニング屋など日本語でも表記された店舗が並ぶ。同じ商品でも日本に比べて割高になっている商品も多くある。日系の企業以外にもオランダやイギリス、スカンジナビア諸国、中国の企業もデュッセルドルフには多く立地している。
2008年のデュッセルドルフの総生産は420億ユーロで、労働者一人当たり88,000ユーロであり、フランクフルトと共にドイツではトップを占めている。経済的には好調なデュッセルドルフではあるが、失業率はドイツの平均を超えており、ここ30年間で約50,000人分の製造業の雇用が失われている。

## 人口

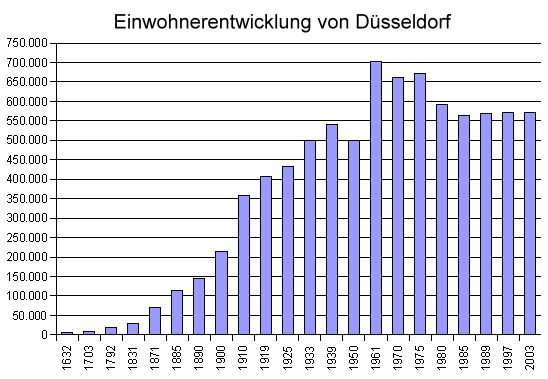
デュッセルドルフの人口推移

デュッセルドルフ市域の2011年の人口は589,682人で、ドイツでは7番目に大きな都市であった。歴史的には、工業化の進展により1882年に人口は10万人を超え、1962年には70万5千人とピークを迎えている。それ以来、市の人口は減少傾向にあるが、これは郊外部への人口移動による。1990年代後半からは人口が緩やかに増え始めている。
デュッセルドルフ市内には2008年の時点で、109,883人の外国人が居住し、外国人の大半はヨーロッパ域内出身者で、多数を占めるマイノリティーはトルコ人、ギリシャ人、イタリア人であった。また、デュッセルドルフとその周辺部はヨーロッパでは3番目、ドイツでは最大の日本人コミュニティがあり、約5,000人の日本人がデュッセルドルフで暮らしている。また、ドイツでは3番目に大きいユダヤ人コミュニティも形成され、人口の1%以上に当たる約7,600人のユダヤ人も暮らしている。

## 教育
デュッセルドルフ大学（ハインリッヒ・ハイネ大学）は市の南部に立地している。20,000人の学生が自然科学、数学、計算機科学、哲学、社会科学、芸術、言語、医学、薬学、経済、法律など幅広い分野について学んでいる。デュッセルドルフの他の学術機関には以下のようなものが含まれる。
- クララ・シューマン音楽学校
- ロベルト・シューマン大学デュッセルドルフ
- デュッセルドルフ美術アカデミー[23]
- デュッセルドルフ専門大学（英語版）[24]（応用科学大学）
- ファッション・デザインAMDアカデミー（英語版）[25]
- マックス・プランク鉄研究所（英語版）[26]
- ゲーテ学院[27]
- デュッセルドルフビジネス経営アカデミー Verwaltungs- und Wirtschafts-Akademie Düsseldorf

日本人学校
- デュッセルドルフ日本人学校

## 交通

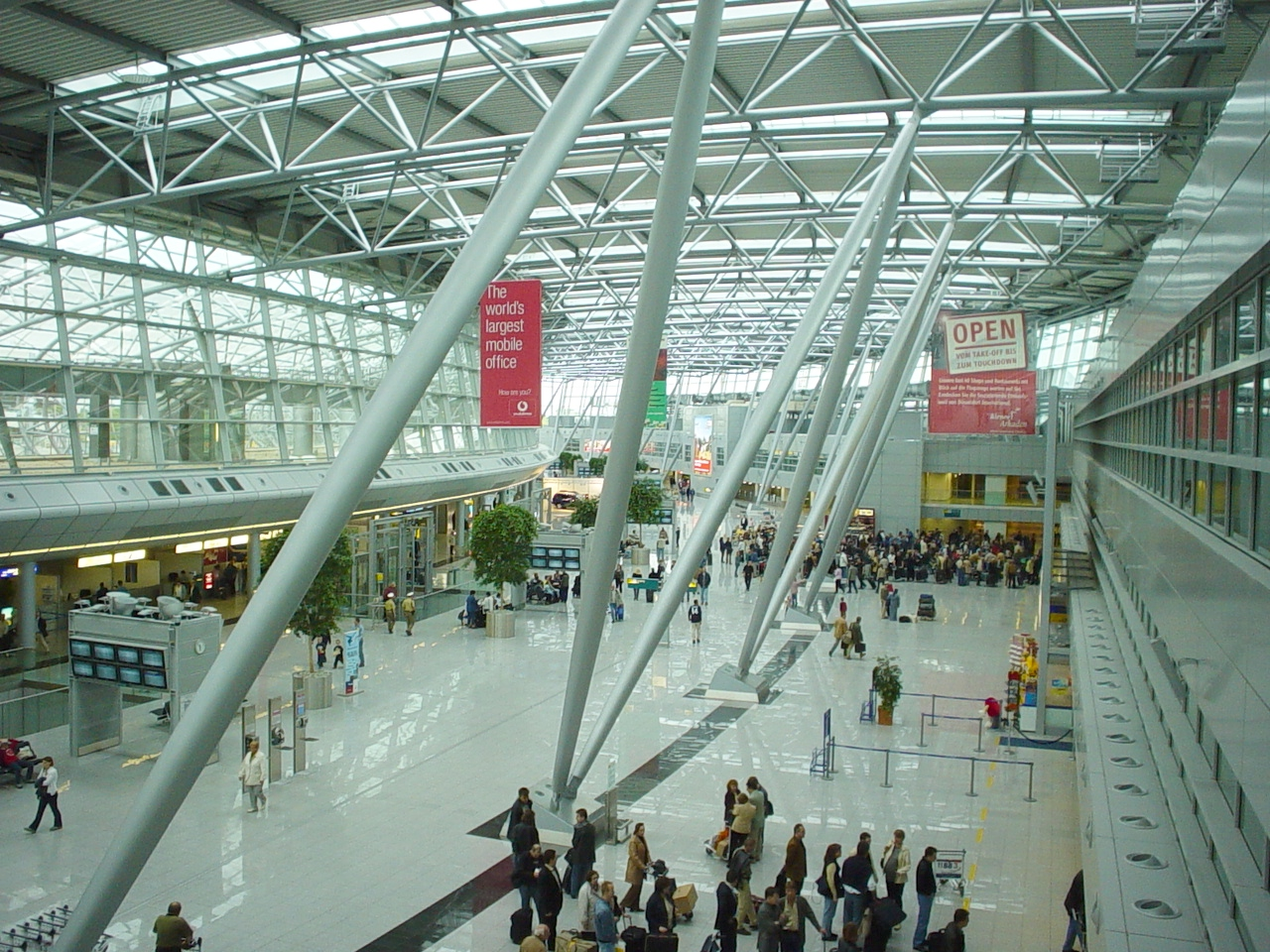
デュッセルドルフ空港

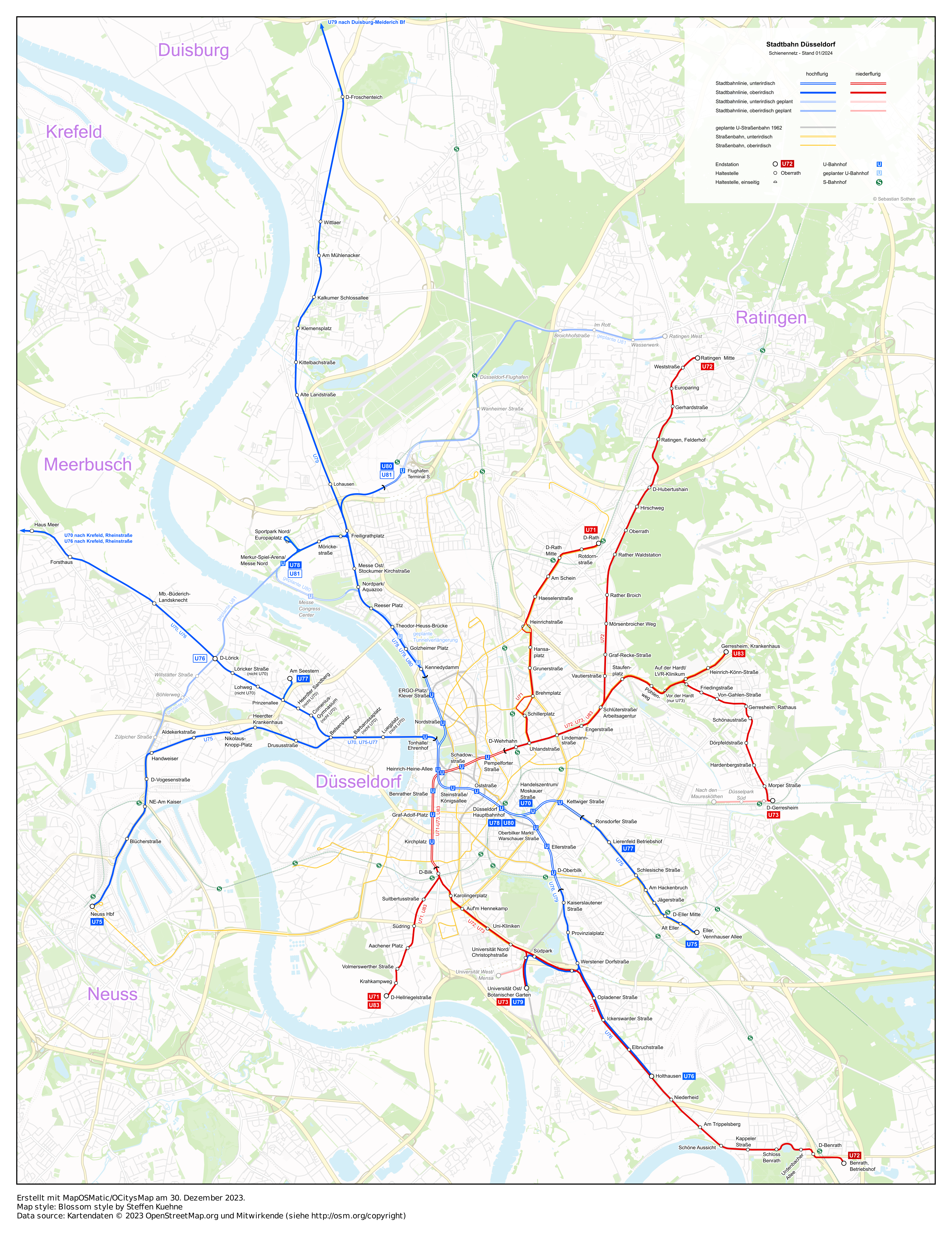
デュッセルドルフのトラム、シュタットバーン路線網

### 空港
デュッセルドルフ空港はデュッセルドルフ中心部から8kmは離れた場所にあり、Sバーン（近郊電車）により簡単にたどり着くことが出来る。デュッセルドルフ空港駅は近距離やドイツ国内の列車が発着し、自動運転の交通システムであるデュッセルドルフ・スカイトレインにより空港と結ばれている。空港にはターミナル内にある駅もあり、こちらはSバーンのS11により行くことが出来る。
デュッセルドルフ空港は年間1,800万人の旅客数を有し、フランクフルト空港やミュンヘン空港に次いでドイツでは3番目に旅客数が多い空港で、70の航空会社により4大陸180都市に就航している。空港ターミナルビルは、1996年に溶接作業中の火災事故により17名が死亡して一部が損壊した。その後、スカイトレインが導入され再建されている。

### 鉄道
中心部にあるデュッセルドルフ中央駅にはICEやインターシティをはじめ、若干の夜行列車が発着し、ドイツ国内や近隣国と結ばれており、ドイツ鉄道によって毎日約1,000本の列車が運行されている。デュッセルドルフはライン＝ルール運輸連合のエリア内に含まれ、Sバーンやトラム(デュッセルドルフ・シュタットバーン)、路線バスなどの交通体系が一体化され、利用しやすい。

### 道路
アウトバーン網も密に形成されており、A3、A44、A46、A52、A57、A59などの各路線が連絡する。

## 観光
名所および旧跡
- ライン塔　Rheinturm

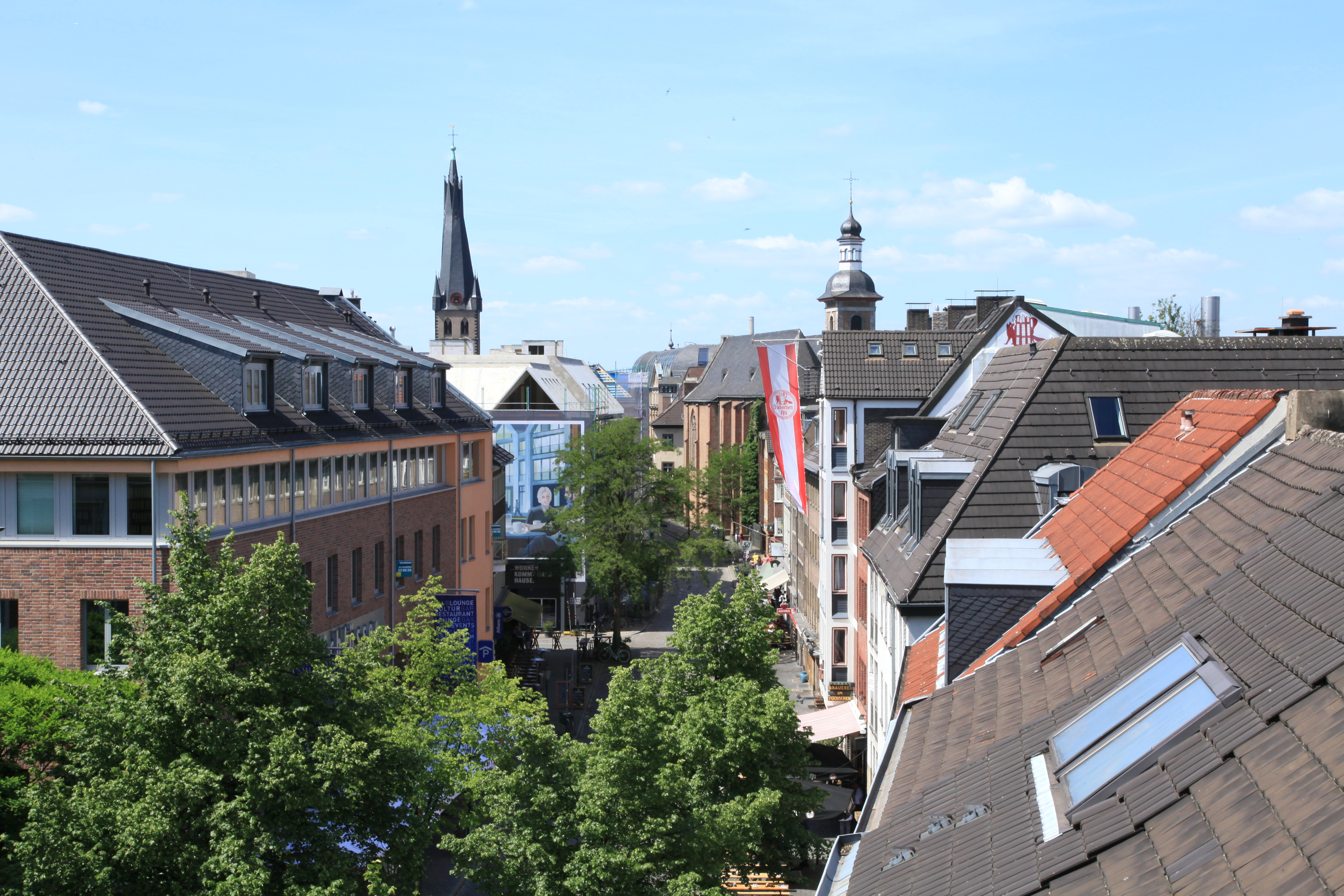
旧市街の街並み

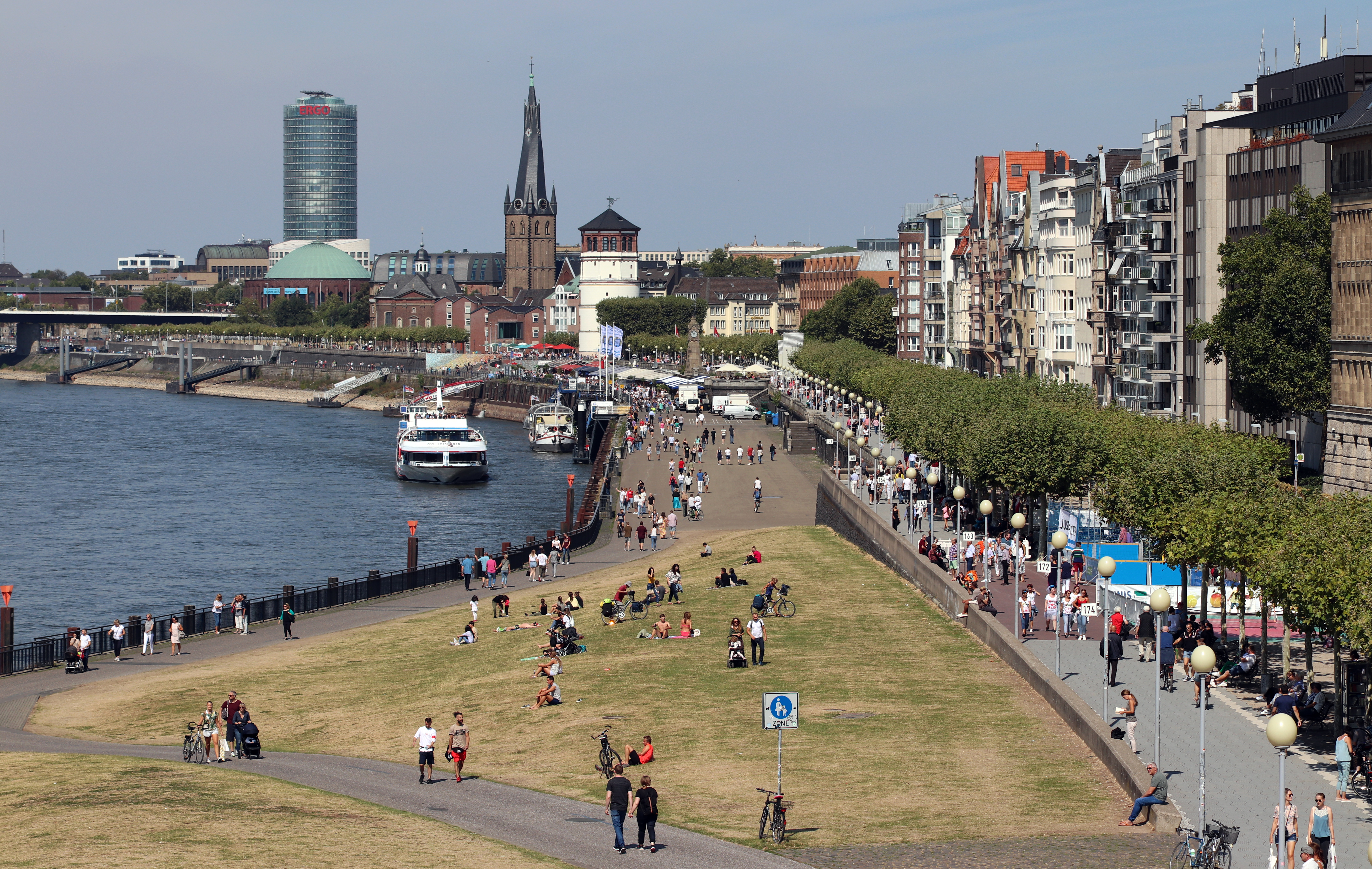
ライン川沿いのプロムナード

- ベンラート城　Schloss Benrath
- イェーガーホーフ城　Schloss Jägerhof
- デュッセルドルフ城　Düsseldorfer Schloss

## 文化
芸術を愛したヨハン・ヴィルヘルム選帝侯と妻のアンナ・マリーア・ルイーザ・デ・メディチは17世紀から18世紀のデュッセルドルフの最初の文化活動の重要な後援者であった。1997年はハインリヒ・ハイネの生誕200周年で、ロベルト・シューマンやフェリックス・メンデルスゾーンもデュッセルドルフに関連した著名な芸術家である。芸術的な刺激はしばしばデュッセルドルフ美術アカデミーから生まれ、パウル・クレーやヨーゼフ・ボイス、ゲルハルト・リヒターなどが関連している。
デュッセルドルフの文化面には、伝統やアバンギャルド、古典、華やかさが含まれる。ノルトライン＝ヴェストファーレン州の世界的に有名なアートコレクションには高い定評があり、ライン・ドイツ・オペラやデュッセルドルフ劇場、グスタフ・グリュントゲンスの活躍などはデュッセルドルフの洗練された芸術の中心で、評価の大きな要素である。

### ビール
デュッセルドルフはアルトビールで良く知られ、ホップの味がするビールは古いスタイルのビールと言い換えられ、ブリティッシュペールエールのような上面発酵酵母を使用したプレ・ラガー醸造法と関連する。時間と共にアルトイーストは低い温度に調整され、醸造者が貯蔵するアルトまたはラガーは発酵した後に混じり気のない切れのあるビールになる。
アルトビール（Altbier）は、ドイツで占めつつあった新しいヘレスと区別するために19世紀に登場した。デュッセルドルフの醸造者はモダンなのラガーのために薄い色の麦芽を使ったが、暖かく発酵させるイーストを使う古い（alt）製法を保っている。アルトの名称を最初に使った醸造所は1838年に開業したシューマッハである。創設者のマティアス・シューマッハ（Mathias Schumacher）は、ビールを通常よりも長い木製の樽で涼しい条件で熟成させ、現代のアルトビールの基礎を築いた。結果、淡いビールはラガーの切れの良い傾向だが香りの豊かさを備えている。
現在では5箇所のアルトビールを出す醸造所のパブがデュッセルドルフにある。Füchschen、Schumacher、Schlüsselと新しく開業したBrauerei Kürzerがあり、5軒のうち4軒はデュッセルドルフの歴史の中心である旧市街にあり、Schumacherは旧市街と中央駅の間に位置しており、旧市街のGoldener Kesselも店が維持されている。名称はそれぞれ異なるものの、少量の特別で隠れた季節の "Sticke" 版のビールが作られる。鍵を意味する Schlüssel の綴りから c がなくなり Stike となり、Schumacher では特別なビールを鎧板のビールを意味する "Latzenbier" と呼び、おそらくその呼び名は注がれた小さい樽が高くした棚で保存されていたからである。Füchschenの季節のビールはクリスマスビール Weihnachtsbier で、11月半ばに瓶詰が始まり、クリスマスイブにパブで提供される。

### 食文化

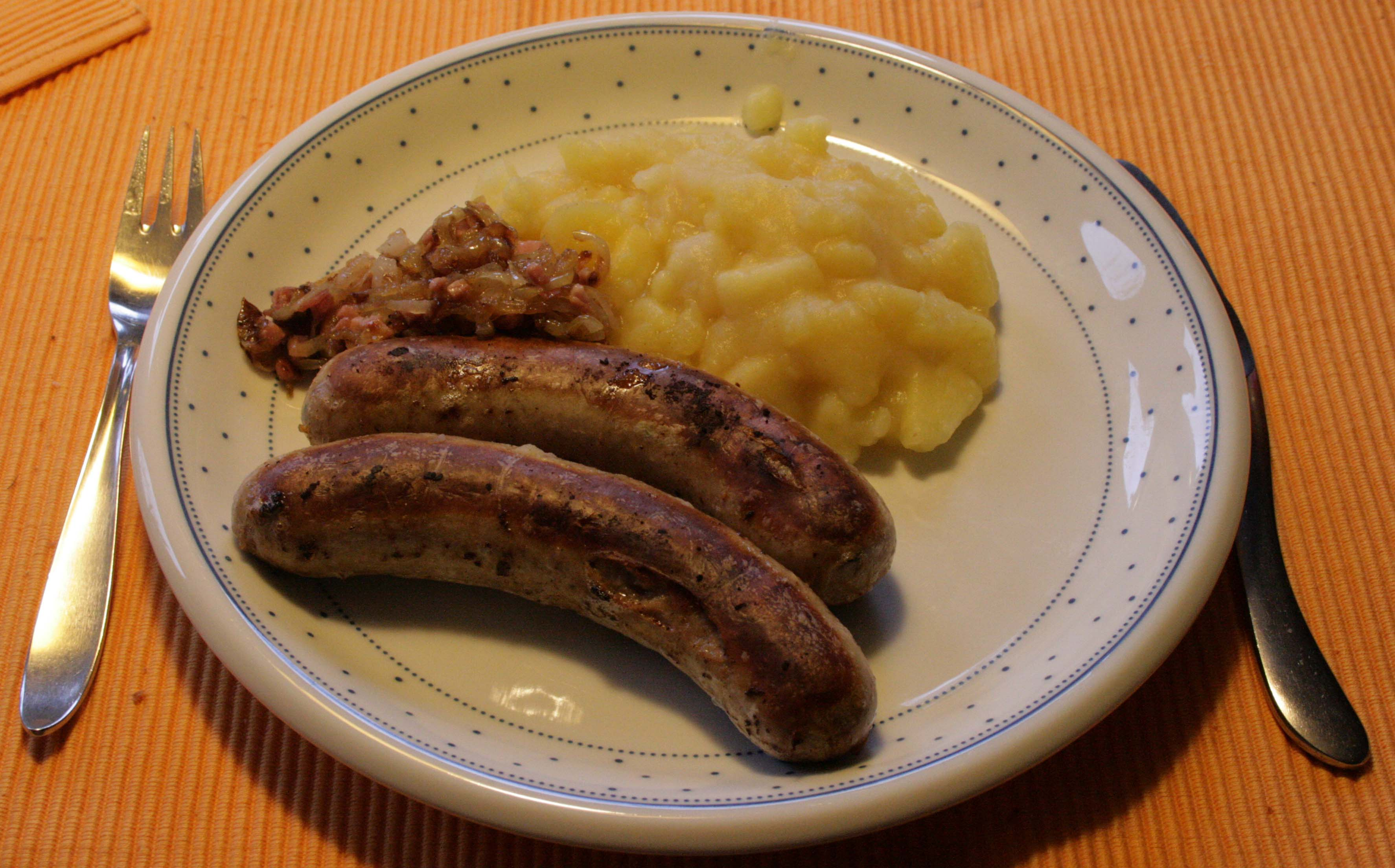
Himmel und Erde

伝統的な食事にはライニシャーザウアーブラーテンとヒンメル・ウント・ヘッレ（Himmel und Äd、天と地）と呼ばれるブラッドソーセージにシチューにしたリンゴとマッシュポテトを添えた物がある。冬にはラインスタイルのムール貝（Muscheln Rheinischer Art）が好んで食され、フライにしたジャガイモのパンケーキにリンゴのソースを添えたライベクーヘンも食されている。
デュッセルドルファー・ゼンフロスブラーテンも名物料理で焼いたステーキの上にデュッセルドルフのマスタードを添えている。デュッセルドルフは強いディジョン風のようなマスタードで知られ、伝統的なモスターペットヒェ（Mostertpöttche）と呼ばれる容器に供され、これらは1884年にフィンセント・ファン・ゴッホの静物画に残された。

### 音楽
現代のポピュラー音楽の文化でデュッセルドルフに最も有名な貢献をしたのは、前衛的な電子音楽バンドのクラフトワークであることは疑いの余地がない。デュッセルドルフ出身の少数のミュージシャンにより結成され、クラフトワークは国際的に第二次世界大戦後のドイツの音楽史の中で最も重要なバンドであり、電子音楽の先駆者として知られている。Warlockなどのヘビメタバンドも良く知られている。
また2011年にはエスプリ・アレーナで第56回ユーロビジョン・ソング・コンテストが開催された。更に、近年では、日系両親のもとに地元で生まれ育ったブルーミオblumioという日系人のラッパーが、ドイツラップの分野で、ドイツ国内でも高いYouTube再生回数を記録する等、高く評価されている。

### カーニバル
デュッセルドルフ最大のイベントはカーニバルで、毎年11月11日午前11時11分に開始され、クライマックスは「薔薇の月曜」 (Rosenmontag) に迎える。デュッセルドルフの通りでは大きなパレードが行われ、カーニバルの特徴となっている。カーニバルは「灰の水曜日」を意味する Aschermittwoch に終わる。デュッセルドルフのカーニバルは伝統的なラインラントのカーニバルの一部である。

### ケルンへの対抗
デュッセルドルフとケルンの間には激しい地域の対抗心がある。対抗意識にはカーニバルのパレードやサッカー、ビールなどがある。ケルンの人々はケルシュを好むが、デュッセルドルフの人々はアルトを好んでいる。ケルンでアルトを、デュッセルドルフでケルシュを注文すると、軽蔑や嘲笑を受ける。このライバル関係は愛憎関係として表現されている。

## スポーツ

### サッカー

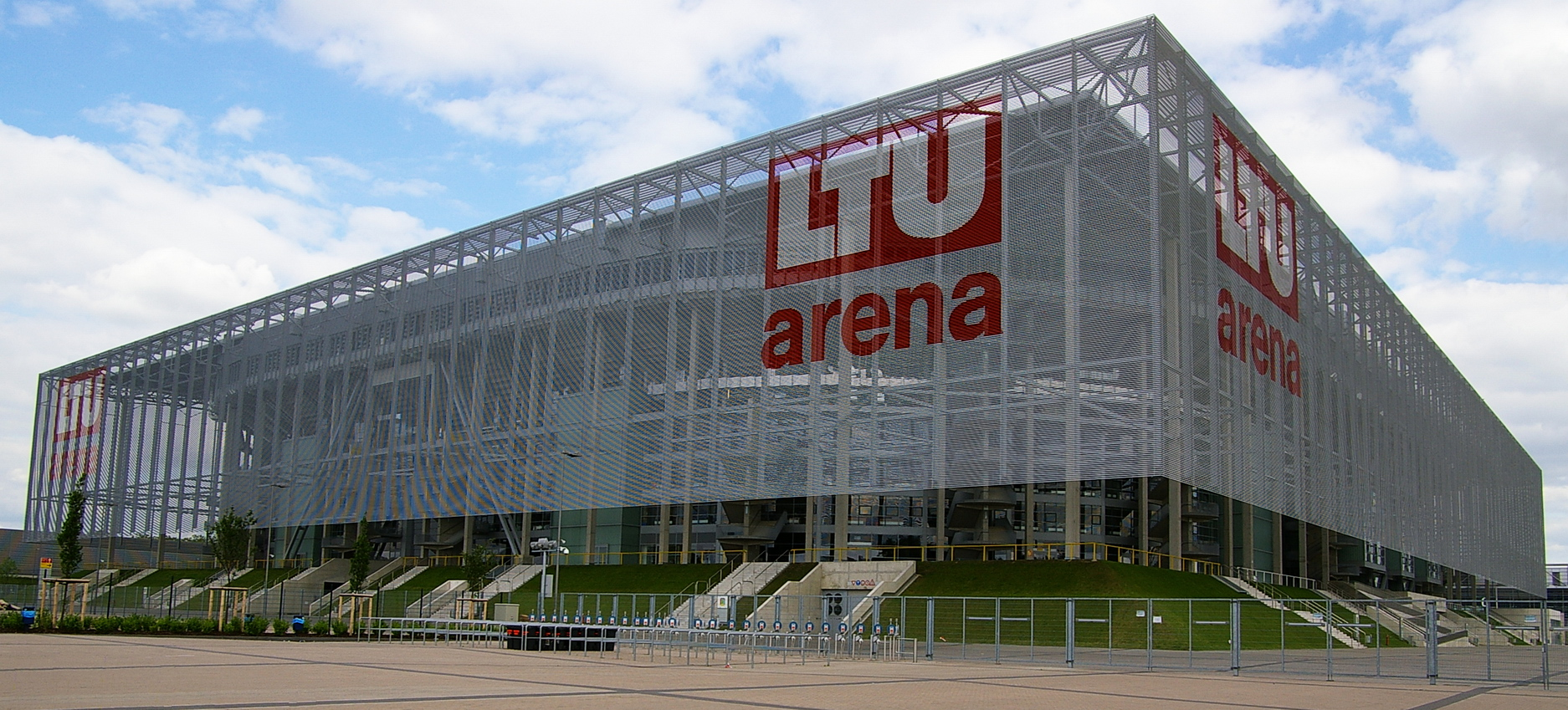
メルクール・シュピール・アレーナ

デュッセルドルフでは他のドイツの地域と同様に、当然の事ながらサッカーが最も人気のスポーツとなっている。プロサッカーチームのフォルトゥナ・デュッセルドルフは、1933年のドイツ・サッカー選手権では優勝を果たしており、1979年のUEFAカップウィナーズカップでは準優勝に輝いた。1979年と1980年のDFBポカールの勝者でもあり、いわゆる古豪クラブとして認識されている。
2011-12シーズンは2部リーグに属していたが、昇格プレーオフでヘルタ・ベルリンを破り15年ぶりに1部リーグへ復帰した。さらに新スタジアムであるエスプリ・アレーナが2005年にオープンし、収容人員は54,500人を誇る。また、デュッセルドルフはドイツで行われた「1974 FIFAワールドカップ」の9都市の開催都市の一つでもあった。なお、クラブは2022-23シーズン以降は2部リーグに所属している。

### その他の競技

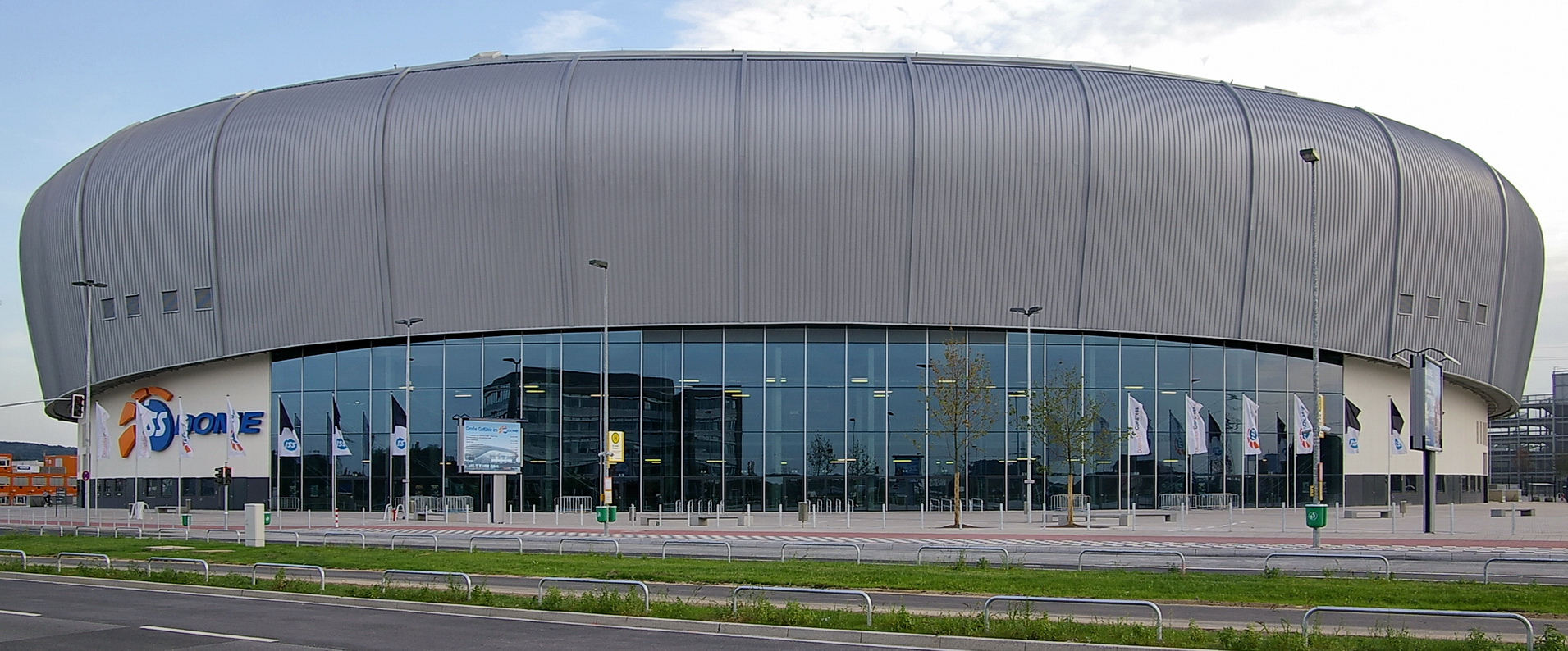
アイスホッケーのスタジアム「PSDバンク・ドーム」

1978年以来、ロクスクラブ・デュッセルドルフで「ワールドチームカップ」が開催されていたが2012年に終了した。その後、翌年からデュッセルドルフ・オープンが新設されたが、これも2大会で終了している。また、2017年には当地でツール・ド・フランスのプロローグが開催された。
卓球も盛んであり、卓球ブンデスリーガ1部の名門『ボルシア・デュッセルドルフ』はティモ・ボルと共にドイツで最も成功したチームであり、松下浩二や水谷隼などの日本人選手もかつて所属していた。
アメリカンフットボールでは、デュッセルドルフ・パンサーはドイツ国内において最も成功したクラブチームの一つで、6つのジャーマン・ボウルのタイトルと1995年にユーロボウルで優勝している。これらに加えて、ジュニアチームも最も成功したドイツでのユース部門で15回ジャーマン・ジュニア・ボールの勝者となっている。ライン・ファイヤーはNFLヨーロッパに属していたチームで、1998年と2000年の2度ワールドボウルで優勝を果たした。

## 行政区画
1975年以来、デュッセルドルフ市内は10の行政区画（Bezirk）に分けられており、それぞれの区では独自の区議会（Bezirksvertretung）と区長（Bezirksvorsteher）が選出される。区議会（協議会）は助言的なものに留まっている。それぞれの区はさらに下位の地区に分けられ、デュッセルドルフには10の区の下に49の地区が分けられている。

## 気候
デュッセルドルフの気候は他のラインラント地域と同様に、やや寒い冬とほどほどの暑さの夏が訪れ、年平均気温は11.5 °C (53 °F)で年間降水量は934mmである。南や南東の風が優勢で、風速は3 - 4 m/s (7 - 9 mph)で突風は3.5 - 4.8 m/s (8 - 10.7 mph)である。風は穏やかで夜間や冬に良く発生する。
| デュッセルドルフの気候                          | デュッセルドルフの気候 | デュッセルドルフの気候 | デュッセルドルフの気候 | デュッセルドルフの気候 | デュッセルドルフの気候 | デュッセルドルフの気候 | デュッセルドルフの気候 | デュッセルドルフの気候 | デュッセルドルフの気候 | デュッセルドルフの気候 | デュッセルドルフの気候 | デュッセルドルフの気候 | デュッセルドルフの気候 |
| 月                                              | 1月                    | 2月                    | 3月                    | 4月                    | 5月                    | 6月                    | 7月                    | 8月                    | 9月                    | 10月                   | 11月                   | 12月                   | 年                     |
| ----------------------------------------------- | ---------------------- | ---------------------- | ---------------------- | ---------------------- | ---------------------- | ---------------------- | ---------------------- | ---------------------- | ---------------------- | ---------------------- | ---------------------- | ---------------------- | ---------------------- |
| 平均最高気温 °C （°F）                          | 4 (39)                 | 5 (41)                 | 8 (46)                 | 12 (54)                | 17 (63)                | 20 (68)                | 22 (72)                | 22 (72)                | 18 (64)                | 14 (57)                | 8 (46)                 | 5 (41)                 | 12.9 (55.3)            |
| 日平均気温 °C （°F）                            | 2 (36)                 | 3 (37)                 | 6 (43)                 | 9 (48)                 | 13 (55)                | 16 (61)                | 18 (64)                | 18 (64)                | 15 (59)                | 11 (52)                | 6 (43)                 | 3 (37)                 | 10 (49.9)              |
| 平均最低気温 °C （°F）                          | 0 (32)                 | 0 (32)                 | 2 (36)                 | 5 (41)                 | 9 (48)                 | 12 (54)                | 13 (55)                | 13 (55)                | 11 (52)                | 8 (46)                 | 3 (37)                 | 1 (34)                 | 6.4 (43.5)             |
| 降水量 mm （inch）                              | 81.3 (3.201)           | 55.9 (2.201)           | 76.2 (3)               | 68.6 (2.701)           | 73.7 (2.902)           | 96.5 (3.799)           | 88.9 (3.5)             | 76.2 (3)               | 73.7 (2.902)           | 71.1 (2.799)           | 83.8 (3.299)           | 88.9 (3.5)             | 934.8 (36.804)         |
| 平均月間日照時間                                | 40.5                   | 73.9                   | 103.8                  | 157.4                  | 193.1                  | 188.2                  | 194.3                  | 188.2                  | 136.5                  | 107.5                  | 53.2                   | 36.8                   | 1,473.4                |
| 出典1：weather.com                              |                        |                        |                        |                        |                        |                        |                        |                        |                        |                        |                        |                        |                        |
| 出典2：Data derived from Deutscher Wetterdienst |                        |                        |                        |                        |                        |                        |                        |                        |                        |                        |                        |                        |                        |

## 著名な出身者
- アン・オブ・クレーヴズ - イングランド王・ヘンリー8世の4番目の妃
- ロベルト・シューマン - 作曲家
- ウリ・ジョン・ロート - ギタリスト
- ノルベルト・ブルクミュラー - 作曲家
- フリードリヒ・ハインリヒ・ヤコービ - 哲学者、著作家
- フローリアン・シュナイダー - クラフトワーク創設者
- ハインリヒ・ハイネ - 詩人、作家、ジャーナリスト
- ジョン・ハーツ - 国際政治学者
- ルイーゼ・ライナー - 女優
- オットー・レンシング - レーシングドライバー
- 竹内淳 - 中央銀行家
- 田村英里子 - 女優
- 内田恭子 - アナウンサー
- 宮本笑里 - ヴァイオリニスト
- 柿原徹也 - 声優
- 網野泰寛 - 青年実業家
- 生田絵梨花 - 女優[44]、乃木坂46元メンバー
- 番長みるく - YouTuber。5歳から11歳まで在住
- ニシダ - 芸人（ラランド）。5歳から8歳まで在住[45]

## 対外関係
姉妹都市･提携都市
デュッセルドルフでは以下の都市と姉妹都市の関係にある。

### 国内
- ケムニッツ, ドイツ[46]

### 国外
- 重慶市, 中国[46]
- 千葉県, 日本[46]
- ハイファ, イスラエル[46][47]
- パレルモ, イタリア[46]
- チェルニウツィー, ウクライナ[46]
- レディング, イギリス[46]
- トゥールーズ, フランス
- ワルシャワ, ポーランド[46]

 モスクワ, ロシアは2022年ロシアのウクライナ侵攻の原因で姉妹都市関係は一時停止されている。